# Acolutha pulchella
Acolutha pulchella là một loài bướm đêm trong họ Geometridae.